# Francesco Maria Molza
Francesco Maria Molza (Modena, 18. lipnja 1489. – Modena, 28. veljače 1544.) bio je talijanski renesansni pjesnik. Opisan je kao "jedan od najperspektivnijih suvremenih autora".

## Život
Papa Lav X. nastavio je obiteljsku tradiciju pokroviteljstva umjetnosti koju je započeo njegov pradjed Cosimo de' Medici u Republici Firenci. Čuvši za velikodušnost novog pape, Francesco Maria Molza napustio je obitelj – roditelje, ženu i djecu – te se preselio u Rim gdje se zaljubio u ženu i pisao joj pjesme; napisao je pastoralnu pjesmu La ninfa Tiberina u slavu Faustine Mancini i prošao kroz niz raznih ljubavi. U jednom trenutku ga je napao i teško ranio potencijalni atentator. Nakon Lavove smrti, preselio se u Bolognu gdje se pridružio pratnji Ippolita de' Medicija. Napisao je pet novela, od kojih su četiri objavljene u Lucci nakon njegove smrti 1549. godine.